# مارتن جيمس مالوني
مارتن جيمس مالوني هو سياسي كندي، ولد في 8 أكتوبر 1877 في كندا، وتوفي في 21 نوفمبر 1953. حزبياً، نشط في حزب كندا المحافظ. وقد انتخب عضو مجلس العموم الكندي.